# Wakabayashi Hiroyuki
Hiroyuki Wakabayashi (若林広幸 Wakabayashi Hiroyuki?,  1949) es un arquitecto japonés. 

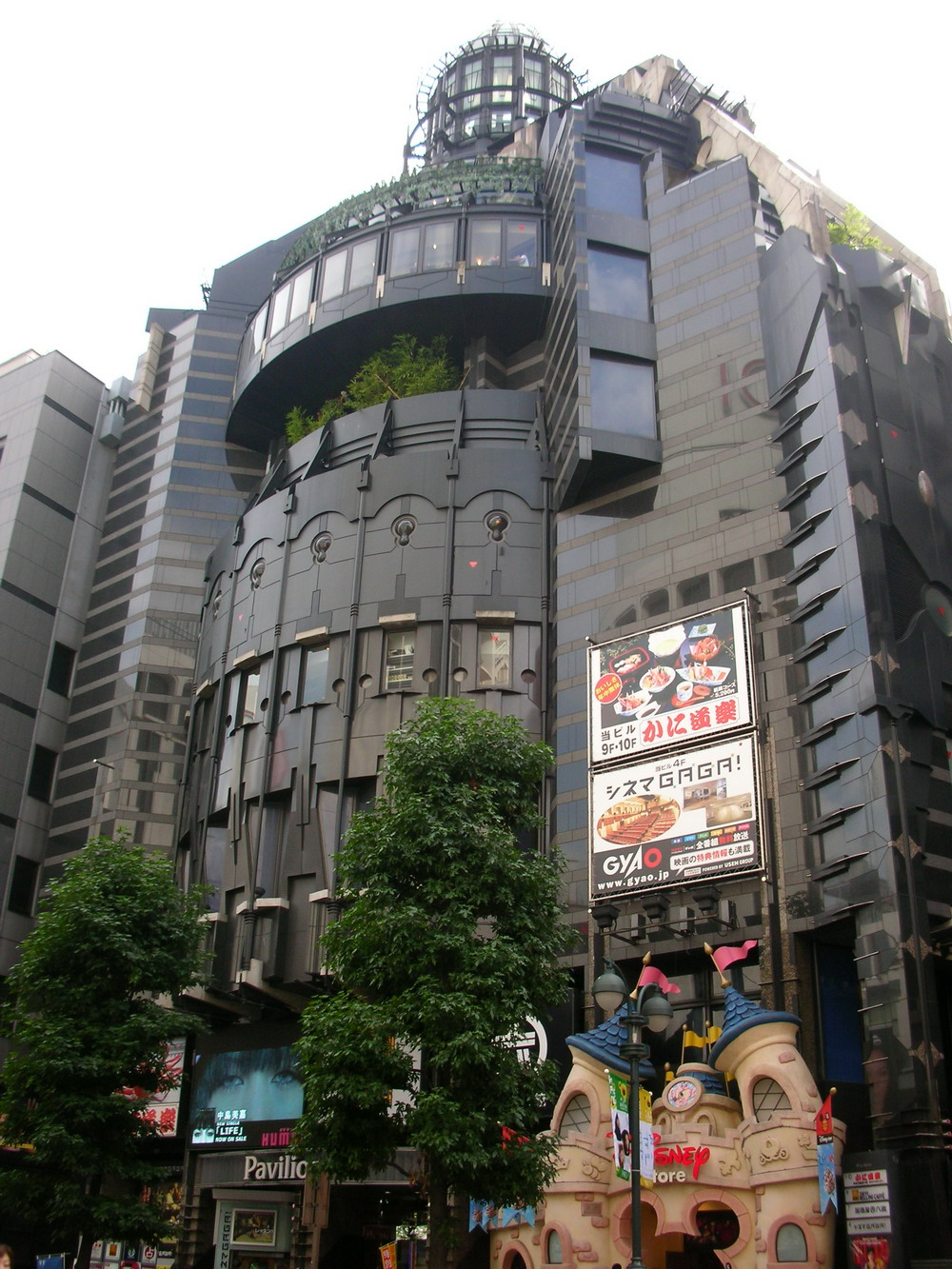
Edificación atribuida al Arquitecto Wakabayashi Hiroyuki en (1995) ganadora del premio de la Cinta Azul

Uno de sus primeros trabajos de notable importancia fue una tienda de salmuera en su Kioto natal en 1990, seguido por Humax Pavilion en Shibuya, Tokio. Su diseño 1995 para el tren expreso Rapi:t que une la estación de Namba de Osaka al aeropuerto Internacional de Kansai ganó el Premio de la Cinta Azul. Él también ha diseñado Keihan Uji Station (1995) y las oficinas Mainichi Shimbun en Kioto (1999).
- Datos: Q5771604
- Multimedia: Hiroyuki Wakabayashi / Q5771604